# 1+1=Весілля
«1+1=Весілля» — копродукційна комедійна стрічка про весільну церемонію в старовинному замку неподалік Парижа. Прем'єра стрічки в Україні відбулась 28 грудня 2017 року. Фільм був номінований у 10-ти категоріях на здобуття французької національної кінопремії «Сезар» 2018 року, але не отримав жодної нагороди.

## Сюжет
Організатор святкових заходів Макс повинен провести весілля в замку XVII століття. Під його контролем все — бенкет, фотограф, кухарі та офіціанти, здавалося б, що може піти не так? Але як відомо, якщо щось може трапитися — воно обов'язково трапляється. То іменитий діджей в останній момент відмовиться приїхати, а замість нього якісь музиканти будуть зі своїм репертуаром і вони не знають відомі старі пісні, то офіціанти почнуть бунтувати через безглузді наряди, то доісторична електропроводка не витримає напруги.

## У ролях
| Актор           | Роль       |
| --------------- | ---------- |
| Жан-П'єр Бакрі  | Макс       |
| Жиль Лелуш      | Джеймс     |
| Жан-Поль Рув    | Гай        |
| Венсан Макень   | Жульєн     |
| Сюзанн Клєман   | Жузьєн     |
| Бенжамен Лаверн | П'єр       |
| Жудіт Шемла     | Елена      |
| Кевін Азіз      | Патрік     |
| Елен Венсан     | мама П'єра |
| Антуан Шапплі   | Генрі      |
| Елбан Іванов    | Семі       |
| Ей Айдара       | Адель      |

## Створення фільму

### Виробництво
Зйомки фільму проходили в Франції, зокрема в Палаці Фонтенбло неподалік Парижа.

### Знімальна група
- Кінорежисери — Ерік Толедано, Олів'є Накаш
- Сценаристи — Ерік Толедано, Олів'є Накаш
- Кінопродюсери — Ніколя Дюваль-Адассовскі, Лорен Зейтун, Янн Зеноу
- Кінооператор — Девід Чизаллет
- Композитор — Авішай Коен
- Кіномонтаж — Доріан Ріґаль-Ансу
- Художник-постановник — Ніколя де Буакуіє
- Артдиректор — Матьйо Вадп'єд
- Художник з костюмів — Ізабель Паннетьє
- Підбір акторів — Елоді Демі, Наташа Коссманн, Марі-Франс Мішель[6].

## Нагороди та номінації
| Список нагород та номінацій | Список нагород та номінацій | Список нагород та номінацій   | Список нагород та номінацій                  | Список нагород та номінацій | Список нагород та номінацій |
| Кінофестиваль/Кінопремія    | Рік                         | Категорія                     | Номінант(и)                                  | Результат                   | Дж                          |
| --------------------------- | --------------------------- | ----------------------------- | -------------------------------------------- | --------------------------- | --------------------------- |
| Премія «Люм'єр»             | 5.02.2018                   | Найкращий фільм               | 1+1=Весілля                                  | Номінація                   | [ 8 ]                       |
| Премія «Люм'єр»             | 5.02.2018                   | Найкращий актор               | Жан-П'єр Бакрі                               | Номінація                   | [ 8 ]                       |
| Премія «Люм'єр»             | 5.02.2018                   | Багатонадійна акторка         | Ей Айдара                                    | Номінація                   | [ 8 ]                       |
| Премія «Люм'єр»             | 5.02.2018                   | Найкращий сценарій            | Ерік Толедано, Олів'є Накаш                  | Номінація                   | [ 8 ]                       |
| Премія «Кришталевий глобус» | 12.02.2018                  | Найкращий фільм               | 1+1=Весілля                                  | Номінація                   | [ 9 ]                       |
| Премія «Кришталевий глобус» | 12.02.2018                  | Найкращий актор               | Жан-П'єр Бакрі                               | Номінація                   | [ 9 ]                       |
| Премія «Сезар»              | 2018                        | Найкращий фільм               | 1+1=Весілля                                  | Номінація                   | [ 4 ]                       |
| Премія «Сезар»              | 2018                        | Найкраща режисерська робота   | Ерік Толедано та Олів'є Накаш                | Номінація                   | [ 4 ]                       |
| Премія «Сезар»              | 2018                        | Найкращий актор               | Жан-П'єр Бакрі                               | Номінація                   | [ 4 ]                       |
| Премія «Сезар»              | 2018                        | Найкращий актор другого плану | Жиль Лелуш                                   | Номінація                   | [ 4 ]                       |
| Премія «Сезар»              | 2018                        | Найкращий актор другого плану | Венсан Макень                                | Номінація                   | [ 4 ]                       |
| Премія «Сезар»              | 2018                        | Найперспективніший актор      | Бенжамен Лаверн                              | Номінація                   | [ 4 ]                       |
| Премія «Сезар»              | 2018                        | Найперспективніша акторка     | Ей Айдара                                    | Номінація                   | [ 4 ]                       |
| Премія «Сезар»              | 2018                        | Найкращий сценарій            | Ерік Толедано та Олів'є Накаш                | Номінація                   | [ 4 ]                       |
| Премія «Сезар»              | 2018                        | Найкращий монтаж              | Доріан Ріґаль-Ансу                           | Номінація                   | [ 4 ]                       |
| Премія «Сезар»              | 2018                        | Найкращий звук                | Паскаль Арман, Селім Аззазі та Жан-Поль Юр'ї | Номінація                   | [ 4 ]                       |
| Європейський кіноприз       | 15.12.2018                  | Найкращий комедійний фільм    | 1+1=Весілля                                  | Номінація                   |                             |
| Європейський кіноприз       | 15.12.2018                  | Приз глядацьким симпатій      | 1+1=Весілля                                  | Номінація                   |                             |